# Villa Guerrero (kommun i delstaten Mexiko)
Villa Guerrero är en kommun i Mexiko.   Den ligger i delstaten Mexiko, i den sydöstra delen av landet, 80 km sydväst om huvudstaden Mexico City. Arean är 211 kvadratkilometer.
Terrängen i Villa Guerrero är kuperad åt sydost, men åt nordväst är den bergig.
Följande samhällen finns i Villa Guerrero:
- Villa Guerrero
- Santiago Oxtotitlán
- Zacango
- Santa María Aranzazú
- Buenavista
- La Finca
- San Miguel
- San Lucas
- La Joya
- Jesús Carranza
- El Progreso Hidalgo
- El Carmen
- Coxcacoaco
- San Felipe
- Potrero Nuevo
- Cruz Vidriada
- El Islote
- El Venturero Santa María Aranzazú
- Tequimilpa
- Cuajimalpa
- Potrerillos Santa María Villa Guerrero